# Alonso de Ovalle
Alonso de Ovalle (27 juillet 1603 à Santiago du Chili - mai 1651 à Lima) est un prêtre jésuite et chroniqueur chilien, auteur de la chronique Histórica relación del Reyno de Chile.

## Biographie

### Jeunesse
Né en 1603 (ou 1601) à Santiago du Chili, Alonso de Ovalle est issu du mariage des riches encomenderos espagnols Francisco Rodriguez del Manzano y Ovalle et María Pastene Lantadilla. Son père, originaire de Salamanque, arrive en Amérique, à Buenos Aires, en 1557, puis est envoyé au Chili en 1600, où il sert en tant que capitaine dans la guerre d'Arauco, mais occupe également d'importants postes administratifs et politiques (procurador et alcalde de la ville de Santiago). Il est l'aîné des trois enfants du couple, et a un frère, Tomas, et une sœur, Agustina.

### Etudes
A quinze ans, Alonso entame des études d'art, de philosophie et de grammaire au collège San Miguel de Santiago, auprès de la Compagnie de Jésus et en suivant le Ratio Studiorum. Alors que le jeune Alonso émet le souhait de rejoindre les Jésuites, ses parents, qui ne souhaitent pas le voir embrasser une carrière religieuse, essaient de l'en détourner. Ils l'éloignent donc un temps des Jésuites et vont jusqu'à déposer plainte contre ceux-ci auprès de la Real Audiencia de Santiago, les accusant d'avoir trompé et violenté le jeune homme. Leurs efforts sont vains, puisqu'Alonso intègre finalement la Compagnie le 8 décembre 1618,.
Le jeune homme est aussitôt envoyé au noviciat de Córdoba del Tucumán, où il passe deux ans. Ses occupations principales sont alors la prière et les mortifications, qui ont pour objectif de préparer les jeunes novices aux missions évangéliques, et dans lesquelles Ovalle s'illustre tout particulièrement. En 1620, Alonso reprend les études, cette fois au Colegio Máximo de Córdoba del Tucumán : il y apprend l'art, la philosophie, le latin, et la théologie. En 1626, en raison de la séparation des provinces du Paraguay et du Chili, cette dernière étant alors rattachée à la province du Pérou, les étudiants de Córdoba d'origine chilienne sont envoyés poursuivre leurs études au Chili.

### Professeur et missionnaire
A 23 ans, Alonso de Ovalle retourne donc au Chili et y reçoit, deux ans plus tard, en 1628, l’ordination sacerdotale. Il occupe ensuite une série de postes tels que professeur de philosophie, recteur du Convictorio de San Francisco Javier, évangélisateur des esclaves noirs ou encore missionnaire auprès des Indiens.

### Procurador du Chili
En mai 1640, Alonso de Ovalle est choisi pour être procurador de la vice-province du Chili, et doit donc se rendre à Rome, pour rendre compte de l'installation des Jésuites dans le pays, pour demander des fonds et des missionnaires pour poursuivre l'évangélisation des Indiens, et pour présenter les diverses doléances des responsables jésuites du Chili.
L'année suivante, en avril 1641, Ovalle entame son long voyage jusqu'en Europe, qui se décompose en une série d'étapes : il débarque à Callao en avril, arrive à Lima en mai, puis à Panamá, Portobelo, Carthagène, La Havane en novembre, et enfin à Cadix le 5 mars 1642.
Dans un premier temps, Ovalle parcourt l'Espagne pour y régler un certain nombre d'affaires, personnelles ou non : gestions du patrimoine familial, reconstitutions de généalogies familiales, impression de l’œuvre du père Pedro de Oñate, De contractibus, rencontre avec le roi à Aranjuez, discussions avec le Conseil pour obtenir des missionnaires, rencontre avec le père Luis de Valdivia, etc. En juin 1642, il fait également approuver et imprimer sa première œuvre, Las Paces de Baydes, à Madrid.
Ovalle reprend ensuite la mer pour Gênes, dans le but de se rendre à Rome, où il arrive en mars 1644. C'est au cours de son séjour romain qu'il écrit son œuvre majeure, Historica Relacion del Reyno de Chile, et qu'il la fait publier en 1646, en espagnol et en italien.
Alonso de Ovalle rédige aussi plusieurs mémoires destinés à présenter les diverses revendications des Jésuites du Chili, dans le cadre d'intenses négociations pour obtenir, entre autres, le statut de province (indépendante par rapport au Pérou) et un plus grand nombre de missionnaires.

### Voyage de retour et mort
Ce n'est finalement qu'en 1650 qu'Ovalle reprend la mer pour retourner au Chili, avec un bilan plutôt mitigé quant à sa mission en Europe. En effet, il repart sans avoir obtenu le statut de province pour le Chili, et avec moins de vingt missionnaires, beaucoup s'étant vus refuser la traversée pour n'être pas des sujets espagnols.
L'expédition de retour prend la mer le 9 juin 1650, et passe par les Canaries, les Antilles, puis à nouveau, Carthagène et Portobelo. Malade pendant le trajet, qui dure environ deux mois, Ovalle rédige son testament, qu'il signe à Panamá, le 29 décembre 1650. L'expédition reprend ensuite la mer jusqu'à Lima, mais Ovalle préfère débarquer à Paita, pour terminer le voyage par la terre.
Le 11 mars 1651, trois jours seulement après son arrivée à Lima, il meurt au collège San Pablo, peut-être du typhus.
Son testament, rendu public le 14 août 1651, partage ses biens, environ 10 000 pesos et quelques terres héritées de ses parents, entre sa famille (sa sœur Agustina et ses héritiers, et les enfants de son frère Tomas, mort en 1643) et la Compagnie de Jésus.

## Œuvres
Alonso de Ovalle a rédigé trois œuvres majeures au cours de sa vie, la plus connue aujourd'hui étant son histoire du Chili.
- La relación verdadera de las paces que capituló con el araucano rebelado el Marqués de Baides : œuvre historique sur les traités de paix signés par le marquis de Baides, gouverneur du Chili à partir de 1638.
- Arboles de las descendencias de las muy nobles casas y apellidos de los Rodríguez del Manzano, Pastenes y Ovalles : œuvre généalogique sur la famille d'Alonso de Ovalle
- Histórica Relación del Reino de Chile (1646)[5] : œuvre historique et géographique sur le royaume du Chili, de sa découverte par les Espagnols jusqu'en 1646